# Merla
Merla, também chamada de Zuca ou Pasta base, é uma variação da pasta de coca, da qual se originam também a cocaína e o crack.
A merla é um produto grosseiro, obtido das primeiras fases de separação da cocaína, a partir do processamento das folhas da planta. Tem uma consistência pastosa, cheiro forte e apresenta uma tonalidade que varia do amarelado até o marrom de acordo com o produtor. Embora menos potente, tem efeitos destrutivos parecidos ou até maiores que os do crack. Sua capacidade de causar dependência física e psicológica é muito grande e a abstinência costuma ser extremamente dificultosa. A merla pode ser fumada sozinha ou adicionada a cigarros de tabaco, crack ou de maconha.
Em sua formulação, é adicionada uma quantidade significativa de solventes, como o ácido sulfúrico (ácido de bateria), o querosene, a cal virgem etc. Seu efeito começa muito rapidamente em virtude da forma de uso e da capacidade do pulmão de absorver a droga. Com o uso contínuo, os efeitos são: queda dos dentes, depressão, fibrose, alucinações, dificuldade de respiração, coma e óbito. No Brasil, já foi consumida; com o advento do crack, o consumo da merla praticamente se extinguiu no Brasil.